# 盛岡白百合学園中学校・高等学校
盛岡白百合学園中学校・高等学校（もりおかしらゆりがくえんちゅうがっこう・こうとうがっこう）は、岩手県盛岡市山岸四丁目にある私立の女子中学校・高等学校。
シャルトル聖パウロ修道女会を母体とするカトリック系のミッションスクールである。
盛岡白百合学園幼稚園を併設している。かつては盛岡白百合学園小学校も併設していた。

## 沿革
- 1892年 - 盛岡市本町道り（現四ッ谷教会）に私立盛岡女学校開校
- 1908年 - 谷河尚忠が校長に就任
- 1911年 - 私立東北高等女学校へ校名変更
- 1920年 - 東北高等女学校へ校名変更
- 1948年 - 盛岡白百合学園中学校・高等学校へ校名変更
- 1982年 - 盛岡市山岸へ全面移転
- 2004年 - 文部科学省よりスーパーイングリッシュランゲージハイスクールの指定を受ける（2006年まで）
- 1992年 - 創立100周年記念式典挙行
- 2007年 - 韓国馬山市聖旨女子高等学校と海外姉妹校関係を締結
- 2012年 - 創立120周年記念式典挙行
- 2017年 - 創立125周年記念式典挙行[要出典]
- 2026年 - 男女共学化予定[1]

## 部活動
バスケットボール部やアーチェリー部は、ウインターカップや高校総体などに出場している。また放送部も全国大会に毎年のように出場している。

## アクセス
- JR東日本IGRいわて銀河鉄道盛岡駅より岩手県交通バス利用。
  - ｢310　松園山岸線・松園ニュータウン｣行に乗車した場合、｢白百合学園入口｣下車。徒歩8分。
  - ｢317　白百合学園行｣に乗車した場合、｢白百合学園｣終点下車。
- 2024年度より盛岡市2方面・滝沢市・矢巾町からのスクールバスの運行を開始した[2]。
- JR東日本山田線山岸駅より徒歩20分

## 著名な卒業生
- 石川節子 - 石川啄木の妻（盛岡女学校卒業）
- 三浦ミツ - 社会事業家、伝道師、石川啄木の実妹（盛岡女学校中退）
- とりのなん子 - 漫画家
- 高橋比奈子 - 衆議院議員、文部科学副大臣、元テレビ岩手アナウンサー
- 高橋佳代子 - 元テレビ岩手アナウンサー・現フリーアナウンサー
- 川田亜子 - 元TBSアナウンサー
- 石田麻衣 - 元IBC岩手放送アナウンサー・現フリーアナウンサー
- 白澤奈緒子 - 東日本放送アナウンサー
- 力丸純奈 - ローザンヌ国際バレエコンクール振付賞受賞
- 土村芳 - 女優
- ふじポン - ローカルタレント
- CYBORG KAORI - ミュージシャン[要出典]
- 小川千奈 - ウェザーニュースキャスター

## 系列校
- 盛岡白百合学園幼稚園（盛岡白百合学園）
- 函館白百合学園中学校・高等学校
- 白百合学園中学校・高等学校、白百合女子大学
- 仙台白百合学園中学校・高等学校、仙台白百合女子大学
- 八代白百合学園高等学校

## 姉妹校
- 湘南白百合学園中学・高等学校
- 函嶺白百合学園中学校・高等学校